# Omnia
Omnia — музичний гурт, що грає в стилі неокельтський паган-фолк (neoceltic paganfolk), заснований в Нідерландах і Бельгії. Членами гурту є представники Ірландії, Данії, Великої Британії та Бельгії. В основі творчості колективу закладена традиційна музика народів Ірландії, Англії та Афганістану.
Пісні виконуються уельською, англійською, ірландською, бретонською, фінською, німецькою, латиною та гінді мовами.
Гурт використовує безліч інструментів, зокрема, кельтську арфу, варган, колісну ліру, бойран, гітари, бузукі, флейти, діджеріду, а також різні волинки, ударні інструменти і перкусію.

## Участь у фестивалях
- У 2009 р. брали участь у музичному фестивалі Amphi Festival у м.Кельн (Німеччина).
- 18 вересня 2010 р. брали участь у середньовічному фестивалі Cidre et Dragon[fr] у м. Мервіль-Франсвіль-Плаж (Франція).

## Склад гурту

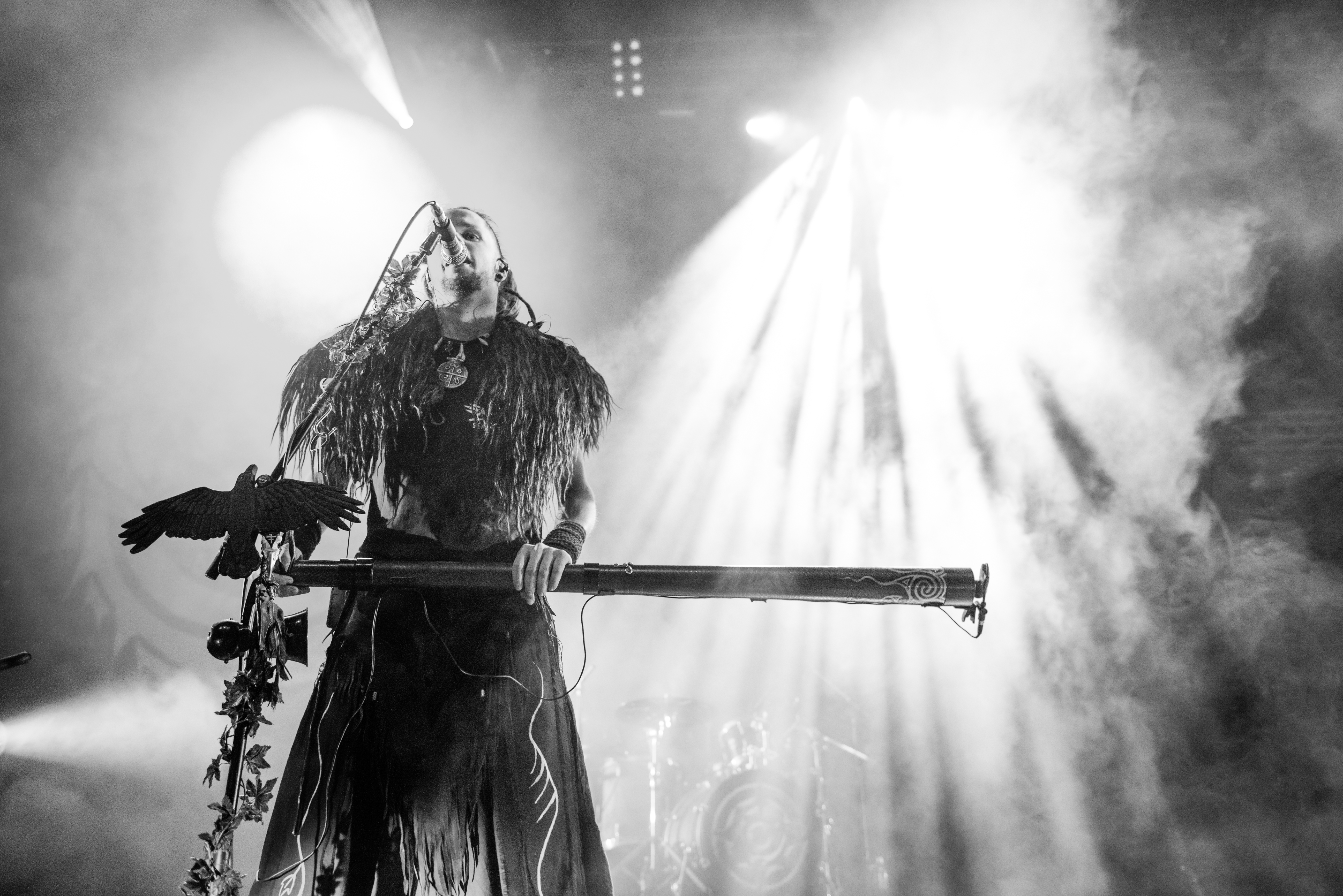
Daphyd «Crow» Sens

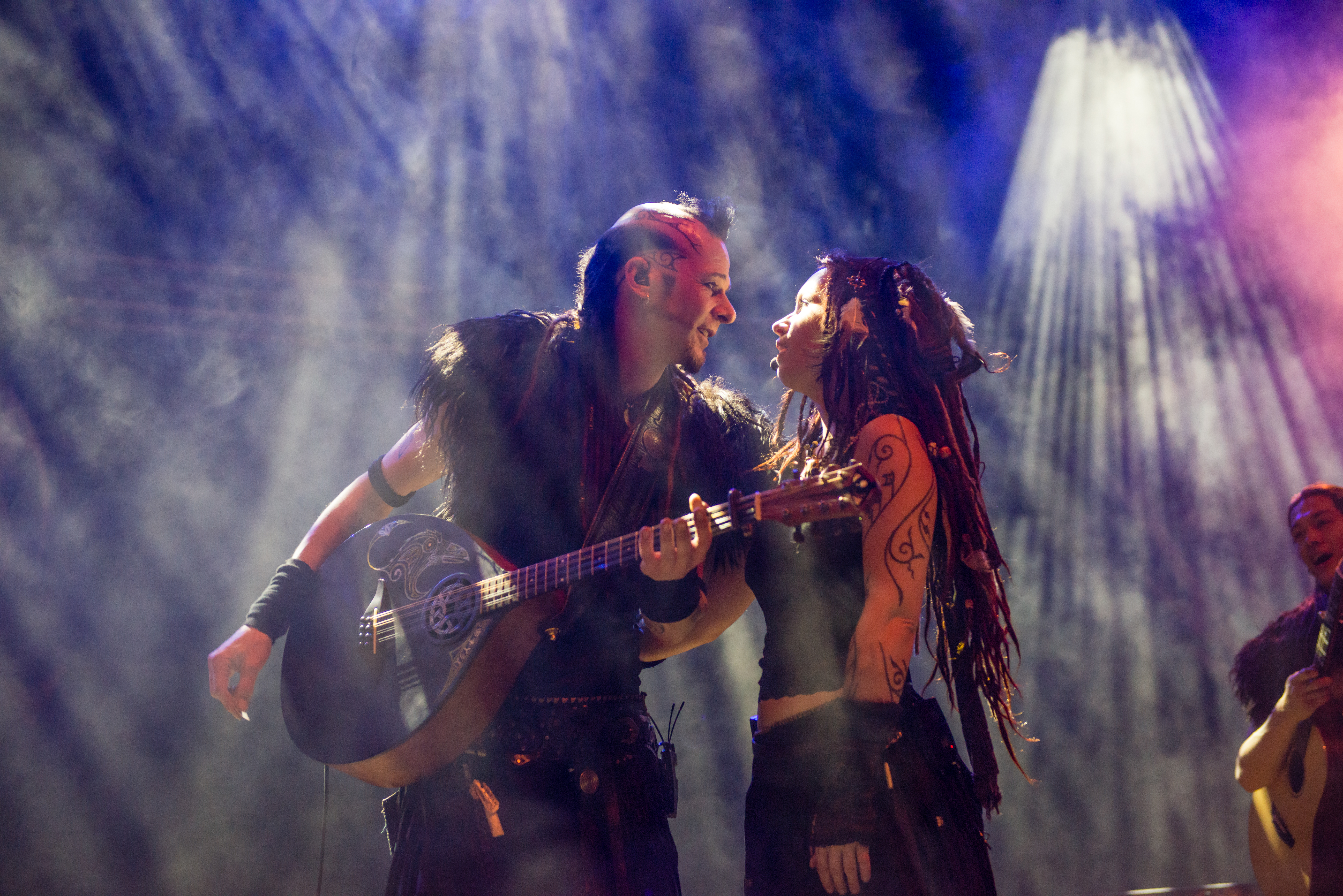
Steve and Jenny

- Sic (Steve Evans-van der Harten) — флейти, бузукі, перкусія, вокал
- Jenny (Jennifer Evans-van der Harten) — арфа, варган, бойран, клавішні, вокал
- Philip (Philip Steenbergen)
- Daphyd (Daphyd Sens)
- Rob (Rob van Barschoten)

## Студійні альбоми
- Sine Missione (2000)
- Sine Missione 2 (2002)
- 3 (2003)
- Crone of War (2004)
- PaganFolk (2006)
- Alive! (2007)
- Wolf Love (2010)
- Musick & Poëtree (2011)
- Earth Warrior (2014)
- Prayer (2016)
- Reflexions (2018)